# سيلاكاوغا
سيلاكاوغا (بالإنجليزية: Sylacauga)‏ هي مدينة أمريكية تقع في ولاية ألاباما.تبلغ مساحة هذه المدينة 48.3 (كم²)،ويبلغ عدد سكانها 12616 نسمة حسب إحصاء سنة 2010 م.تشير الإحصاءات بأن الكثافة السكانية في هذه المدينة تقدر بـ(261.2) نسمة/كم2.

## التركيبة السكانية
حدّد مكتب تعداد الولايات المتحدة بيانات التركيبة السكانية لسيلاكاوغا في تعداد الولايات المتحدة. في ما يلي، التركيبة السكانية حسب تعدادي 2000 و2010.

### تعداد عام 2000
بلغ عدد سكان سيلاكاوغا 12,616 نسمة بحسب تعداد عام 2000، وبلغ عدد الأسر 5,215 أسرة وعدد العائلات 3,419 عائلة مقيمة في المدينة. في حين سجلت الكثافة السكانية 238.6 نسمة لكل كيلومتر مربع (618.0/ميل2). وبلغ عدد الوحدات السكنية 5,748 وحدة بمتوسط كثافة قدره 108.7 لكل كيلومتر مربع (281.5/ميل2).
وتوزع التركيب العرقي للمدينة بنسبة 69.17% من البيض و28.91% من الأمريكيين الأفارقة و0.26% من الأمريكيين الأصليين و0.29% من الأمريكيين ذوي الأصول الآسيوية و0.06% من سكان جزر المحيط الهادئ و0.40% من الأعراق الأخرى و0.91% من عرقين مختلطين أو أكثر و0.97% من الهسبانيون أو اللاتينيون من أي عرق.
بلغ عدد الأسر 5,215 أسرة كانت نسبة 34% منها لديها أطفال تحت سن الثامنة عشر تعيش معهم، وبلغت نسبة الأزواج القاطنين مع بعضهم البعض 46.3% من أصل المجموع الكلي للأسر، ونسبة 16.1% من الأسر كان لديها معيلات من الإناث دون وجود شريك، بينما كانت نسبة 3.1% من الأسر لديها معيلون من الذكور دون وجود شريكة وكانت نسبة 34.4% من غير العائلات. تألفت نسبة 31.7% من أصل جميع الأسر من عدة أفراد يعيشون في نفس المنزل ونسبة 15.5% كانت تتألف من شخص يعيش بمفرده يبلغ من العمر 65 عاماً أو أكثر. وبلغ متوسط حجم الأسرة المعيشية 2.37، أما متوسط حجم العائلات فبلغ 3.00.
بلغ العمر الوسطي للسكان 38.8 عاماً. وكانت نسبة 25% من القاطنين تحت سن الثامنة عشر، وكانت نسبة 8.2% بين الثامنة عشر والرابعة والعشرين عاماً، ونسبة 25.8% كانت واقعةً في الفئة العمرية ما بين الخامسة والعشرين والرابعة والأربعين عاماً، ونسبة 22.1% كانت ما بين الخامسة والأربعين والرابعة والستين، ونسبة 17% كانت ضمن فئة الخامسة والستين عاماً فما فوق. يوجد لكل 100 أنثى 82.5 ذكر، ويوجد لكل 100 أنثى في الثامنة عشر من عمرها فما فوق 78.4 ذكر.
بلغ متوسط دخل الأسرة في المدينة 29,533 دولارًا، أما متوسط دخل العائلة فبلغ 40,275 دولارًا. وكان متوسط دخل الذكور 32,092 دولارًا مقابل 21,990 دولارًا للإناث. وسجل دخل الفرد الخاص بالمدينة 16,209 دولارًا. وكانت نسبة 16.6% من العائلات ونسبة 21.3% من السكان تحت خط الفقر، وكان من هؤلاء نسبة 33.8% تحت سن الثامنة عشر ونسبة 16.7% في الخامسة والستين من العمر وما فوق.

### تعداد عام 2010
بلغ عدد سكان سيلاكاوغا 12,749 نسمة بحسب تعداد عام 2010، وبلغ عدد الأسر 5,284 أسرة وعدد العائلات 3,434 عائلة مقيمة في المدينة. في حين سجلت الكثافة السكانية 241.1 نسمة لكل كيلومتر مربع (624.4/ميل2). وبلغ عدد الوحدات السكنية 5,831 وحدة بمتوسط كثافة قدره 110.3 لكل كيلومتر مربع (285.7/ميل2).
وتوزع التركيب العرقي للمدينة بنسبة 66.57% من البيض و30.17% من الأمريكيين الأفارقة و0.36% من الأمريكيين الأصليين و0.51% من الأمريكيين ذوي الأصول الآسيوية و1.30% من الأعراق الأخرى و1.09% من عرقين مختلطين أو أكثر و2.27% من الهسبانيون أو اللاتينيون من أي عرق.
بلغ عدد الأسر 5,284 أسرة كانت نسبة 32.8% منها لديها أطفال تحت سن الثامنة عشر تعيش معهم، وبلغت نسبة الأزواج القاطنين مع بعضهم البعض 41.2% من أصل المجموع الكلي للأسر، ونسبة 19.3% من الأسر كان لديها معيلات من الإناث دون وجود شريك، بينما كانت نسبة 4.5% من الأسر لديها معيلون من الذكور دون وجود شريكة وكانت نسبة 35% من غير العائلات. تألفت نسبة 31.7% من أصل جميع الأسر من عدة أفراد يعيشون في نفس المنزل ونسبة 13.7% كانت تتألف من شخص يعيش بمفرده يبلغ من العمر 65 عاماً أو أكثر. وبلغ متوسط حجم الأسرة المعيشية 2.37، أما متوسط حجم العائلات فبلغ 2.96.
بلغ العمر الوسطي للسكان 39.6 عاماً. وكانت نسبة 24.4% من القاطنين تحت سن الثامنة عشر، وكانت نسبة 7.7% بين الثامنة عشر والرابعة والعشرين عاماً، ونسبة 24.2% كانت واقعةً في الفئة العمرية ما بين الخامسة والعشرين والرابعة والأربعين عاماً، ونسبة 26.6% كانت ما بين الخامسة والأربعين والرابعة والستين، ونسبة 17.1% كانت ضمن فئة الخامسة والستين عاماً فما فوق. وتوزع التركيب الجنسي للسكان بنسبة 45.4% ذكور و54.6% إناث.

## أعلام
- جيم نابورس
- جون هاند
- ماركوس ونايت
- جيرالد والاس
- بوبي ماكين